# اچ‌ام‌اس اگمونت (۱۸۱۰)
اچ‌ام‌اس اگمونت (۱۸۱۰) (به انگلیسی: HMS Egmont (1810)) یک کشتی بود که طول آن ۱۷۶ فوت (۵۳٫۶ متر) بود. این کشتی در سال ۱۸۱۰ ساخته شد.